# Eliurus penicillatus
Eliurus penicillatus е вид бозайник от семейство Nesomyidae. Видът е застрашен от изчезване.

## Разпространение
Разпространен е в Мадагаскар.